# Funta
Funta（ファンタ）は、日本の音楽バンドである。

## メンバー
- UCO（ゆーこ）
  - ボーカル・作詞・作曲
  - 6月25日生まれ／A型／神奈川県出身
- 吉見（よしみ）
  - ギター・ベース・キーボード・作曲・編曲
  - 7月23日生まれ／O型／兵庫県丹波市出身／兵庫県立柏原高等学校卒業

## 概要
宅録デジタルパンクユニットと名乗り、結成以前は「ハイ・エンゲル（HI∞ENGEL）」というバンドを組んでいた。シングル『顔でかーい』で、Sony Recordsよりメジャー・デビューを果たす。その後はしばらくレコード会社を離れて、作詞・作曲・編曲・コーラスをメインに活動していたが、シングル『Wake up Angel 〜ねがいましては∞（無限）なり〜』で、メジャー活動を再開する。
現在は作家業を中心に活動しており、「とらドラ!」「ゆるゆり」「アイドルマスターシリーズ」など50本以上のアニメのOP/EDテーマ、「AKB48」「柏木由紀」「アイドリング」などのアイドル、「堀江由衣」「椎名へきる」「水樹奈々」などの声優、「Whiteberry」「THE★SCANTY」「小日向しえ」などのアーティスト、「アイドルマスターシリーズ」「オンゲキ」「山海鏡花」などのゲーム、「SHOW BY ROCK!!」「ゾンビランドサガ」などのサウンドトラックなど多岐に渡って活躍している。
なお近年ではFunta7やFunta3名義で提供しているが、（特に海外で利用されることを念頭に置いた場合）ユニット名より個人名で届け出た方がよいとJASRACから指摘を受けたためであり、名前と名義の使い分けに特に意味はないという。
ユニット名の由来は「ユニット名を考えている時、その場にファンタの缶があったからそこから取っちゃいました」と答えている。
平成アニソン大賞にて「とらドラ!」EDテーマ「オレンジ」が選考員泣きの1曲を受賞している。

## 作品

### シングル
- 顔でかーい
1998年1月21日発売（Sony Records）。オリコン最高順位86位。
  1. 顔でかーい
    - テレビアニメ『ドクタースランプ』オープニングテーマ

  2. It's a happy world
  3. 顔でかーい（original karaoke）
- 鼻毛がちょっととびだしている。
1998年3月21日発売（Sony Records）
  1. 鼻毛がちょっととびだしている。
    - テレビアニメ『ドクタースランプ』エンディングテーマ

  2. オンボロの自転車にのって
    - テレビアニメ『ドクタースランプ』挿入歌

  3. 鼻毛がちょっととびだしている。（original karaoke）
- Wake up Angel 〜ねがいましては∞（無限）なり〜
2002年4月24日発売（ランティス）
  1. Wake up Angel 〜ねがいましては∞（無限）なり〜
    - テレビアニメ『ぴたテン』オープニングテーマ

  2. We are all Dreamer
  3. Wake up Angel 〜ねがいましては∞（無限）なり〜(off vocal)
  4. We are all Dreamer(off vocal)
- 素直なまま
2003年1月22日発売（ランティス）
  1. 素直なまま
    - テレビアニメ『ななか6/17』オープニングテーマ

  2. 見えないHAPPY 〜探し物はいつも〜
  3. 素直なまま(off vocal)
  4. 見えないHAPPY 〜探し物はいつも〜(off vocal)
- ぽぽたんe. p.
2003年8月6日発売（ランティス）
  1. ぽぽたん畑でつかまえて（歌：UNDER17）
  2. S･U･K･I
    - テレビアニメ『ぽぽたん』エンディングテーマ

  3. Gem Stone（歌：Funta&UNDER17）
  4. ぽぽたん畑でつかまえて(off vocal)
  5. S･U･K･I(off vocal)
  6. Gem Stone(off vocal)

### アルバム
- Funta-stic!!〜ファンタが自分の曲を歌ってみた（セルフカバーアルバム）
2013年3月20日発売（ポニーキャニオン）
  1. マイペースでいきましょう
    - 作詞：Funta3、作曲：Funta7、編曲：ARM（IOSYS）

  2. オレンジ
    - 作詞：渡邊亜希子、作曲：Funta3、編曲：Funta7

  3. ミリオン・ラブ
    - 作詞・作曲：Funta、編曲：小池雅也

  4. あなたも知らない恋の果てに
    - 作詞：UCO、作曲：UCO+吉見、編曲：Funta7

  5. メリー
    - 作詞：yura、作曲：Funta、編曲：RegaSound

  6. モテ期のうた
    - 作詞：酒井健作、作曲：Funta、編曲：水谷広実

  7. 口移しのチョコレート
    - 作詞：秋元康、作曲：Funta7、編曲：藤澤健至

  8. Sweet Duet
    - 作詞：三浦誠司、作曲：Funta7、編曲：佐藤準

  9. レッツラブ〜でいきましょう♪
    - 作詞：Funta7、作曲：Funta3、編曲：草野よしひろ

  10. バニラソルト
    - 作詞：Satomi、作曲・編曲：Funta7

  11. サイコー☆ラヴリィディ 
    - 作詞：Funta3、作曲・編曲：Funta7

### アニメ（サウンドトラック）
- ドクタースランプ（1997年 - 1999年）
- 星空へ架かる橋(2011年）
- 朝まで授業chu!(2012年）
- SHOW BY ROCK!!
  - SHOW BY ROCK!!（2015年）※Funta7名義、高梨康治、RegaSoundと共同
  - SHOW BY ROCK!!（第2期）（2016年）※Funta7名義、高梨康治、RegaSoundと共同
  - SHOW BY ROCK!! ましゅまいれっしゅ!!（2020年）※Funta7名義、高梨康治と共同
  - SHOW BY ROCK!! STARS!!（2021年）※高梨康治、鈴木暁也と共同
- カリギュラ (2018年) ※Funta7名義、増子津可燦、高梨康治、RegaSound、岩田賢治と共同
- ゾンビランドサガ ※Funta7名義、高梨康治と共同
  - ゾンビランドサガ（2018年）
  - ゾンビランドサガ リベンジ（2021年）[3]

### アニメ（OVA）
- OVA「快刀乱麻」エンディングテーマ「I MUST LIVE」（1999年）

### ドラマCD
- 「Party」GAYA（2000年）
- 「ミルククラウンMIX」（2002年）
- 「ミルククラウン　スターズ」（2003年）
- 「ティンクルセイバーNOVA」 SCRAMBLE★STAR（2004年）
- 「ティンクルセイバーNOVA」 昼下がりのウィスパー（2006年）

### ゲーム
- ビートダウン（2005年）
- THE IDOLM@STER（2007年）
- とらドラ・ポータブル!（2009年）
- アイドルマスター シンデレラガールズ（2013年）
- オンゲキSUMMER（2019年）
- 天華百剣（2019年）
- CUE!（2020年）
- 山海鏡花（2020年）※Funta7名義、片山修二、鈴木暁也、Johannes Nilsson、高梨康治(音楽監修)と共同

### 映画
- ゆるゆり なちゅやちゅみ!（2014年）
- 手裏剣戦隊ニンニンジャー THE MOVIE 恐竜殿さまアッパレ忍法帖!（2015年）
- 手裏剣戦隊ニンニンジャーVSトッキュウジャー THE MOVIE 忍者・イン・ワンダーランド（2016年）
- 推しが武道館いってくれたら死ぬ（2023年）

### ドラマ・バラエティ
- ココリコミラクルタイプ
- HEY!HEY!HEY! MUSIC CHAMP
- 手裏剣戦隊ニンニンジャー（2015年）
- 推しが武道館いってくれたら死ぬ（2022年）

## 提供（作詞・作曲・編曲）

### 歌手・アーティスト
- 小日向しえ
  - ピストル　5th Single「ココリコミラクルタイプ」エンディング・テーマ(2002)
- ウルトラキャッツ
  - ハナタバ　　ウルトラC　「ウッチャンナンチャンのウリナリ!!」ユニット(2002)
- route0（少女時代チェ・スヨンと高橋麻里奈のユニット）
  - 「ワクワク It's Love」 2nd Single 『HEY!HEY!HEY! MUSIC CHAMP』エンディングテーマ(2002)
  - 「GO GO HAPPY」 2nd Single(2002)
  - 「女の子マジック」 3rd Single(2003)
- THE★SCANTY
  - コイバナ
    - 『ココリコミラクルタイプ』エンディングテーマ(2002)
- プチドル隊
  - ヤッホー!恋した的なマイハート
    - 読売テレビバラエティ『プチドル」のアイドルグループ(2002)
- 推定少女
  - 情報
    - 5th Single アニメ『E'S OTHERWISE』 オープニングテーマ(2003)

  - ワレモノ
    - 5th Single(2003)

  - 失恋ソング
    - 6th Single(2003)
- 遠藤久美子
  - ドルフィン
    - 3rd Album「エン結び」（2003)
- ピポ☆エンジェルズ
  - Luvly, Merry-Go-Round
    - 1st Single アニメ『探偵学園Q』オープニングテーマ(2004)
- Whiteberry 
  - 信じる力
    - 11th Singleアニメ『SDガンダムフォース』エンディングテーマ(2004)

  - 一番星
    - 11th Single(2004)
- AKB48
  - 転がる石になれ
    - Team K 2nd stage「青春ガールズ」(2006)

  - 青春ガールズ
    - Team K 2nd stage「青春ガールズ」(2006)

  - ライダー
    - Team A 3rd stage「誰かのために」(2006)

  - MARIA
    - Team K 3rd stage「脳内パラダイス」(2006)

  - くまのぬいぐるみ
    - Team A 4th stage「ただいま 恋愛中」(2007)

  - Let's get “あと1センチ”
    - ひまわり組 2nd stage「夢を死なせるわけにはいかない」(2007)

  - 2人乗りの自転車
    - Team B 3rd stage「パジャマドライブ」(2008)

  - ワッショイB!
    - Team B 3rd stage「パジャマドライブ」(2008)

  - 水夫は嵐に夢を見る
    - Team B 3rd stage「パジャマドライブ」(2008)

  - AKB参上!
    - Team A 5th stage「恋愛禁止条例」(2008)

  - そばかすのキス
    - Team B 4th stage「アイドルの夜明け」(2009)

  - 否定のレクイエム
    - Team K 5th stage「逆上がり」(2009)

  - ウッホウッホホ
    - Team K 6th stage「RESET」(2010)
- SKE48
  - マンゴー No.2
    - Team S 2nd stage「手をつなぎながら」(2009)
- SDN48
  - 逃避行
    - SDN48 1st stage「誘惑のガーター」(2009)
- フレンチ・キス
  - 口移しのチョコレート
    - 2nd Single (2011)
    - オリコン週間2位
- スケバンGirls
  - 突っ張る理由
    - スケバンGirls single(2011)
- NMB48
  - この世界が雪の中に埋もれる前に
    - Team N 3rd stage「ここにだって天使はいる」(2013)
- HKT48
  - よっしゃーHKT!
    - ひまわり組公演「パジャマドライブ」(2013)
- AKBアイドリング!!!
  - チューしようぜ!
    - 1st Single (2009)
    - オリコン週間2位

  - モテ期のうた
    - 1st Single (2009)
- 五井道子
  - 棺のなかで眠りたい
    - 映画「伝染歌」カップリング(2007)
- 柏木由紀
  - 口移しのチョコレート
    - 2nd Single(2013)オリコン週間2位
- アイドリング!!!
  - 百花繚乱アイドリング!!!
    - 1st Single(2007)
    - オリコン週間13位

  - モテ期のうた
    - 2nd Single(2008)
    - オリコン週間9位

  - モテ期のうた～season2～
    - 3rd Single(2008)
    - オリコン週間9位

  - 「職業:アイドル。」
    - 4th Single(2008)
    - オリコン週間5位
- ぷよぷよアイドリング!!!
  - ラブマジック♡フィーバー
    - パズルゲーム『ぷよぷよ7』イメージソング(2009)
    - オリコン週間10位
- 斉藤由貴
  - 夢の中へ
    - 悲しみよこんにちは(21st century ver.)リミックス(2007)
- 大橋のぞみ
  - おしえて
    - ノンちゃん雲に乗る(2008)
- 氷川きよし
  - 君に逢いたい Xmas
    - 勝負の花道【Gタイプ Good Night盤】(2018)
    - オリコン週間4位

### 声優・俳優
- 中川亜紀子
  - ハレルヤ!!
    - 微笑みのSoldier!(1998)
- 金月真美
  - 青空
    - ～TRAIANGLE FRUITSストーリーズ～(1999)

  - あなたとのはじめて
    - ～TRAIANGLE FRUITSストーリーズ～(1999)
- 大野まりな
  - Everlasting Dreamer
    - またせて、ごねんネ。(1999)
- 椎名 へきる
  - BESIDE YOU
    - 14th single(2000)
    - オリコン週間29位

  - live to love -もう少し早く逢えたなら-
    - 15th single(2000)
    - オリコン週間22位

  - あなたも知らない恋の果てに
    - 17th single(2000)
    - オリコン週間24位

  - 海になれるよ
    - 7th album(2000)
    - オリコン週間19位

  - Ride a wave
    - 7th album(2000)
    - オリコン週間19位

  - 星の涙を
    - 18th single(2000)
    - オリコン週間16位
- みっくすJUICE
  - ロケットガール
    - アニメ『妄想科学シリーズ ワンダバスタイル』挿入歌(2002)
- ぴたぴたエンジェル♪A（田村ゆかり&新谷良子）
  - Go Go LOVE!
    - ラジオ「ぴたぴた♡エンジェルA」エンディングテーマ(2002)
- coopee
  - 恋をしよう So しよう(2002)
- 新谷良子
  - あいのうただから
    - 2nd Single(2003)

  - Dear Friends
    - 1st mini Album『ピンクのバンビ』(2003)

  - 秋の空
    - 1st mini Album『ピンクのバンビ』(2003)

  - 10年後のタイムカプセル
    - 1st Album『ファンシー☆フリル』(2004)

  - Thank You for my Dear
    - 1st Album『ファンシー☆フリル』(2004)

  - 恋の構造
    - 4th Single(2004)

  - わすれないよ
    - 2nd Album「Pretty Good!」(2005)

  - Happiest Princess
    - ゲーム「White Princess the second」主題歌(2005)
- 堀江由衣
  - I just wanna be with you
    - 3rd Album「sky」(2003)
    - オリコン週間10位

  - 恋ごころ
    - 4th Album「楽園」(2004)
    - オリコン週間11位

  - バニラソルト
    - 9th Single アニメ『とらドラ!』エンディングテーマ(2008)
    - オリコン週間7位
- 國府田マリ子
  - Twinkle3!!!
    - ティンクルセイバーNOVA SCRAMBLE★STAR(2004)
- 水樹奈々
  - Lightning Arc
    - ティンクルセイバーNOVA 昼下がりのウィスパー(2006)
- 浅野真澄
  - 恋のルール
    - 1st Album「happyend」(2005)
- 野川さくら
  - 薫のミラクル・スパイラル・ラブ!
    - アニメ『ぴたテン』御手洗薫キャラクターソング(2003)

  - 時の彼方
    - 5th Album『風色恋譜』(2007)
- クローバー
  - Love Chain
    - 1st Album『4HOPES』(2006)

  - ハッピーエンド
    - 1st Album『4HOPES』(2006)
- IRE&進藤学
  - 強引にGOING MY WAY
    - ミュージカル『テニスの王子様』ベストアクターズシリーズ (2006)
- 中垣内雅貴
  - your Story
    - Album「Cheers」(2009)
- D☆DATE
  - 想い
    - 1st Single (2010)
    - オリコン週間7位
- D-BOYS
  - 夢への扉
    - 春どこ2010~桜~テーマソング(2010)
- 後藤邑子
  - Daydream breeder
    - Gigson(2010)

  - デリケートに好きして
    - ごとそん(2010)

  - ラムのラブソング
    - ごとそん(2010)
- sweet ARMS
  - LINK
    - アニメ『マケン姫っ!通』オープニングテーマC/W(2014)
- 伊勢大貴
  - なんじゃモンじゃ!ニンジャ祭り!
    - 特撮テレビドラマ『手裏剣戦隊ニンニンジャー』エンディングテーマ(2015)
    - オリコン週間16位
- 福山潤&野島裕史
  - モリモリマッスルスル
    - 福山ッスル!オープニングテーマ(2015)
- イヤホンズ
  - お買物めっちゃええねんチャンネルのうた
    - MIRACLE MYSTERY TOUR(2015)
- KΛNΛTΛ(CV:渕上舞)
  - Synchronize
    - Album～TRΛNSMISSION～(2015)
- 手羽先センセーション
  - ゆるリング Travel days
    - TVアニメ「異世界ゆるり紀行 ～子育てしながら冒険者します～」 OPテーマ(2024)

### ゲーム
- アンジェリーク
  - Cosmic Voyage　ランディ&ゼフェル＆チャーリー
    - アンジェリークLove Call(2002)

  - 白昼夢 〜Secret Dream〜岩永哲哉
    - アンジェリーク　エトワール(2003)

  - 希望の橋　ルヴァ&ヴィクトール
    - アンジェリーク　エトワール(2003)
- てんたま
  - Rebirth 〜どんなに遠く離れていても〜
    - GAME『てんたま2wins』ヴォーカルプラス(2004)

  - Little Twinkle Dream
    - GAME『てんたま2wins』ヴォーカルプラス(2004)
- ショコラ 〜maid cafe "curio"〜
  - ジグソーパズル
    - PS2『ショコラ～maid cafe “curio”～』 original vocal album(2005)
- White Princess 〜一途にイっても浮気してもOKなご都合主義学園恋愛アドベンチャー!!〜
  - Happiest Princess
    - ゲーム「White Princess the second」主題歌(2005)
- SHUFFLE!
  - イマジネーション
    - ゲーム『SHUFFLE!』ボーカルアルバム(2006)

  - 守ってあ・げ・る!
    - ゲーム『SHUFFLE!』ボーカルアルバム(2006)
- THE IDOLM@STER
  - MOONY
    - アニメ『THE IDOLM@STER』エンディングテーマ(2007)
    - オリコン週間10位

  - メリー
    - ゲーム『THE IDOLM@STER』Christmas for you!(2007)
    - オリコン週間25位

  - サニー
    - ゲーム『THE IDOLM@STER』Vacation for you!(2008)
    - オリコン週間10位

  - クロスワード
    - ゲーム『THE IDOLM@STER』DREAM SYMPHONY 01(2009)
    - オリコン週間19位

  - チェリー
    - ゲーム『THE IDOLM@STER』SPECIAL SPRING(2010)
    - オリコン週間18位
- アイドルマスター シンデレラガールズ
  - Orange Sapphire
    - ゲーム『アイドルマスター シンデレラガールズ』Passion jewelries! 001(2013)
    - オリコン週間7位

  - 明日また会えるよね
    - ゲーム『アイドルマスター シンデレラガールズ』Cute jewelries! 003(2016)
    - オリコン週間1位　

  - 気持ちいいよね 一等賞!
    - ゲーム『アイドルマスター シンデレラガールズ』MASTER 032 姫川友紀(2015)
    - オリコン週間5位

  - この空の下
    - アニメ『アイドルマスター シンデレラガールズ』挿入歌(2015)
    - オリコン週間7位

  - CoCo夏夏夏 Holiday
    - ゲーム『アイドルマスター シンデレラガールズ』MASTER SEASONS SUMMER!(2017)
    - オリコン週間5位

  - 神様！絶対だよ
    - ゲーム「アイドルマスター　シンデレラガールズ　スターライトステージ」(2024)
- とらドラ・ポータブル!
  - プリーズ フリーズ
    - ゲーム『とらドラ・ポータブル!』エンディングテーマ(2009)
- VitaminZ
  - I DO Love♪
    - ゲーム『VitaminZ』キャラクターソング(2009)

  - 光
    - ゲーム『VitaminZ』キャラクターソング(2009)

  - LiveD
    - ゲーム『VitaminZ』キャラクターソング(2009)
- マリッジロワイヤル～プリズムストーリー～
  - フシギ…なぜかな？
    - 「マリッジロワイヤル～プリズムストーリー～」キャラクターソングアルバム(2010)
- アイドルクロニクル
  - 「 I will take the chance～当たって砕けろ～」Hina
    - アイドルクロニクル(2015)
- 天華百剣 -斬-
  - 「GO DIVE!」
    - 「天華百剣 -斬-」キャラクターソングアルバム「百華繚乱」(2019)

  - 「祭り恋し夢のあと」
    - 「天華百剣 -斬-」キャラクターソングアルバム「百華繚乱」(2019)
- オンゲキ
  - スン(マイル)フラワー ～ Sun(Mile)Flower　星咲あかり、日向千夏
    - 「オンゲキ SUMMER」(2019)
- アリス・ギア・アイギス
  - 「恋する乙女は無敵なの LOVE YOU」下落合桃歌
    - アリス・ギア・アイギス　キャラクターソングCD(2019)

  - 「桃歌の模型♡チュートリアル」下落合桃歌
    - アリス・ギア・アイギス　キャラクターソングCD(2019)
- CUE!
  - 「にこにこワクワク 最高潮！」
    - 声優育成ゲーム「CUE!」『ふぇありん∞ふぇありん』のテーマ曲(2020)

### アニメ
- 真・女神転生デビチル
  - 本当は 〜Here we go〜
    - アニメ「真・女神転生デビチル」キャラクターズファイル(2000)

  - 0の丘から∞の夢をだいて
    - アニメ「真・女神転生デビチル」キャラクターズファイル(2000)

  - 大切なこの夢もと
    - アニメ「真・女神転生デビチル」キャラクターズボーカル(2001)

  - 神様がくれた今日を
    - アニメ「真・女神転生デビチル」キャラクターズボーカル(2001)
- 頭文字D
  - 遠い君の街へ
    - アニメ「頭文字D」キャラクターソング(2001)

  - 孤独な王者
    - アニメ「頭文字D」キャラクターソング(2001)

  - 遠い空へ
    - アニメ「頭文字D」イメージソング(2001)

  - 気ままな風に吹かれ
    - アニメ「頭文字D」イメージソング(2001)

  - It's so free
    - アニメ「頭文字D」イメージソング(2001)

  - この道に
    - アニメ「頭文字D」イメージソング(2001)

  - Suggestion
    - アニメ「頭文字D」サウンドトラック(2001)

  - Impact Blue
    - アニメ「頭文字D」サウンドトラック(2001)

  - Darkness&Madness
    - アニメ「頭文字D」サウンドトラック(2001)

  - SCUD ROCKIN
    - WANGAN MIDNIGHT ORIGINAL SOUND TRACKS(2008)
- アニメ店長
  - Pixel　ラミカード娘。
    - アニメ店長オリジナルドラマCD(2001)

  - GoldenLand
    - アニメ店長SONG ALBUM「有頂天!!」(2001)
- グラビテーション
  - FAKE STAR
    - アニメ「グラビテーションドラマCD(2004)

  - Messenger 〜時の使者達〜
    - アニメ「グラビテーションドラマCD(2004)
- せんせいのお時間
  - エイエイオーです!
    - アニメ「せんせいのお時間」ドラマCD(2004)
- ナースウィッチ小麦ちゃんマジカルて
  - しゅーてぃんすたー☆
    - アニメ「ナースウィッチ小麦ちゃんマジカルてZ』オープニングテーマ(2004)

  - ぱらだいす
    - アニメ「ナースウィッチ小麦ちゃんマジカルてZ』ミニアルバム(2004)

  - 恋せよ乙女
    - アニメ「ナースウィッチ小麦ちゃんマジカルてZ』ミニアルバム(2004)

  - ま・た・ね
    - アニメ「ナースウィッチ小麦ちゃんマジカルてZ』キャラクターソング(2004)
- うえきの法則
  - Evolution
    - アニメ『うえきの法則』キャラクターソング(2005)

  - MORE
    - アニメ『うえきの法則』キャラクターソング(2005)

  - road
    - アニメ『うえきの法則』キャラクターソング(2005)

  - あの日から
    - アニメ『うえきの法則』キャラクターソング(2005)

  - 鬼ソング
    - アニメ『うえきの法則』キャラクターソング(2005)

  - 太陽の場所
    - アニメ『うえきの法則』キャラクターソング(2005)

  - HIGHER
    - アニメ『うえきの法則』キャラクターソング(2005)
- SoltyRei
  - believe...
    - アニメ「SoltyRei」ラジオテーマCD(2005)
- アイシールド21
  - Go for it
    - アニメ『アイシールド21』（中川翔子）挿入歌(2005)

  - Run to Win!
    - アニメ『アイシールド21』リミックス(2005)

  - 新しい疾風（かぜ）
    - アニメ『アイシールド21』リミックス(2005)
- 陰からマモル!
  - ミリオン・ラブ
    - アニメ『陰からマモル!』オープニングテーマ(2006)

  - rainy beat
    - アニメ『陰からマモル!』エンディングテーマ(2006)
- 今日の5の2
  - Baby Love
    - アニメ『今日の5の2』オープニングテーマ(2006)

  - 約束
    - アニメ『今日の5の2』エンディングテーマ(2006)
- 吉永さん家のガーゴイル
  - オハヨウ
    - アニメ『吉永さん家のガーゴイル』オープニングテーマ(2006)

  - 答えは空の下
    - アニメ『吉永さん家のガーゴイル』エンディングテーマ(2006)　　　

  - Dear my Friends
    - アニメ『吉永さん家のガーゴイル』キャラクターソング(2006)

  - Promise you
    - アニメ『吉永さん家のガーゴイル』キャラクターソング(2006)
- capeta
  - My Star
    - アニメ『capeta』エンディングテーマ(2006)
- ふしぎ星の☆ふたご姫
  - 絶対的にミラクル（作詞・作曲・編曲）
- 瀬戸の花嫁
  - Lunarian
    - アニメ『瀬戸の花嫁』挿入歌(2007)

  - your gravitation
    - アニメ『瀬戸の花嫁』挿入歌(2007)

  - 祭りの詩
    - アニメ『瀬戸の花嫁』挿入歌(2007)

  - Wishing
    - アニメ『瀬戸の花嫁』挿入歌(2007)

  - ULTRA☆LOVE
    - アニメ『瀬戸の花嫁』挿入歌(2007)

  - Who are you?
    - アニメ『瀬戸の花嫁』挿入歌(2007)
- ご愁傷さま二ノ宮くん
  - ユビキリ
    - アニメ『ご愁傷さま二ノ宮くん』オープニングテーマ(2007)
- 我が家のお稲荷さま。
  - シアワセの言霊
    - アニメ『我が家のお稲荷さま。』エンディングテーマ(2008)

  - Believe, Believe
    - アニメ『我が家のお稲荷さま。』キャラクターソング(2008)

  - Funky Foxy Lovely Time
    - アニメ『我が家のお稲荷さま。』キャラクターソング(2008)
- ストライクウィッチーズ
  - プリズマティック主義
    - アニメ『ストライクウィッチーズ』挿入歌(2008)

  - Sweet Duet
    - アニメ『ストライクウィッチーズ』挿入歌(2008)
- とらドラ!
  - バニラソルト
    - アニメ『とらドラ!』エンディングテーマ(2008)
    - オリコン週間7位

  - オレンジ
    - アニメ『とらドラ!』エンディングテーマ(2008)
    - オリコン週間16位
- バスカッシュ!
  - moon passport
    - アニメ『バスカッシュ!』挿入歌(2009)

  - another place
    - アニメ『バスカッシュ!』アイドル・アタック(2009)

  - 虹のBRACE
    - アニメ『バスカッシュ!』アイドル・アタック(2009)
- 真・恋姫†無双
  - 乙女繚乱☆ばとるPARTY
    - アニメ『真・恋姫†無双』エンディングテーマ(2009)

  - あいはだってだって最強!
    - アニメ『真・恋姫†無双』挿入歌(2009)
- 真・恋姫†無双 〜乙女大乱〜
  - 勇気凛凛
    - アニメ『真・恋姫†無双～乙女大乱～』エンディングテーマ(2010)
- そらのおとしもの
  - 反則メタモルフォーゼ
    - アニメ「そらのおとしもの」キャラクターソングアルバム(2010)
- フレッシュプリキュア!
  - ハッピーカムカム
    - アニメ『フレッシュプリキュア!』ボーカルアルバム(2009)

  - heart dictionary
    - アニメ『フレッシュプリキュア!』ボーカルアルバム(2009)

  - lalala Shangri-la（桃♡源郷）
    - アニメ『フレッシュプリキュア!』ボーカルアルバム(2009)

  - no believe，no life
    - アニメ『フレッシュプリキュア!』ボーカルアルバム(2009)　　

  - 星よりも、花よりも
    - アニメ『フレッシュプリキュア!』ボーカルアルバム(2009)

  - FRIENDS〜3Q4love〜
    - アニメ『フレッシュプリキュア!』ボーカルアルバム(2009)

  - ミライノキミヘ
    - アニメ『フレッシュプリキュア!』ボーカルアルバム(2009)

  - 笑顔の花。ココロの宙。
  - アニメ『フレッシュプリキュア!』ボーカルアルバム(2009)
  - Changing my Wind
    - アニメ『フレッシュプリキュア!』ボーカルアルバム(2009)
- ハートキャッチプリキュア!
  - こころの花
    - アニメ『ハートキャッチプリキュア!』ボーカルアルバム(2010)

  - スペシャル＊カラフル(ULTRA Happy remix)
    - アニメ『ハートキャッチプリキュア!』挿入歌(2010)

  - こころの種
    - アニメ『ハートキャッチプリキュア!』ボーカルアルバム(2010)

  - あしたのあたし
    - アニメ『ハートキャッチプリキュア!』ボーカルアルバム(2010)
- スイートプリキュア♪
  - 約束のメロディ
    - アニメ「スイートプリキュア♪」 ボーカルベスト(2011)

  - BEAT LOVE
    - アニメ「スイートプリキュア♪」ボーカルアルバム２(2011)

  - 夢の扉
    - アニメ「スイートプリキュア♪」ボーカルアルバム(2011)
- スマイルプリキュア!
  - 最高のスマイル
    - アニメ「スマイルプリキュア!」 ボーカルアルバム1(2012)
- ドキドキ!プリキュア
  - 一番星
    - アニメ「ドキドキ!プリキュア」ボーカルベスト（2013)
- ハピネスチャージプリキュア!
  - 幸せの合い言葉～Yes!ハピネスチャージ!～
    - アニメ「ハピネスチャージプリキュア!」ボーカルアルバム(2014)

  - 友達という魔法
    - アニメ「ハピネスチャージプリキュア! 」ボーカルベスト(2014)
- Go！プリンセスプリキュア
  - 夢の世界へ
    - Go!プリンセスプリキュアボーカルアルバム(2015)

  - 明日は晴れるよね?!
    - Go!プリンセスプリキュア」ボーカルアルバム(2015)
- 魔法つかいプリキュア!
  - ハッピー!ラッキー!ラブリーDAY!
    - アニメ「魔法つかいプリキュア!」 ボーカルアルバム(2016)

  - ハッピーバースデーLOVE
    - アニメ「魔法つかいプリキュア!」みんなで歌おうプリキュアパーティー(2016)
- FAIRY TAIL
  - Blaze Up　Natsu
    - アニメ「FAIRY TAIL」キャラクターソングコレクション(2010)

  - ハッピーデイ　ハッピー
    - アニメ「FAIRY TAIL」キャラクターソングコレクション(2010)

  - Have a nice day!
    - アニメ「FAIRY TAIL」キャラクターソングアルバム Eternal Fellows(2011)

  - 日常賛歌 ～This Place～
    - アニメ「FAIRY TAIL」キャラクターソングアルバム Eternal Fellows(2011)

  - いつも全開だ　ナツ&ハッピー
    - アニメ「FAIRY TAIL」キャラクターソングアルバム(2012)
- 星空へ架かる橋
  - 星空へ続く道も
    - アニメ「星空へ架かる橋」 キャラクターソングアルバム(2011)

  - It's my message
    - アニメ「星空へ架かる橋」 キャラクターソングアルバム(2011)

  - Raspberry Complex
    - アニメ「星空へ架かる橋」 キャラクターソングアルバム(2011)

  - Mighty Girl パワーde ☆
    - アニメ「星空へ架かる橋」 キャラクターソングアルバム(2011)
- もしドラ
  - If
    - アニメ「もしドラ」挿入歌(2011)
- ゆるゆり
  - マイペースでいきましょう
    - アニメ『ゆるゆり』エンディングテーマ(2011)
    - オリコン週間17位

  - Precious Friends
    - アニメ『ゆるゆり』エンディングC/W曲(2011)

  - 魔女っ娘ミラクるん♪
    - アニメ『ゆるゆり』挿入歌(2011)

  - ミラクる～ん♪
    - アニメ『ゆるゆり』挿入歌(2011)

  - Lovely
    - アニメ『ゆるゆり』うたシリーズ(2011)

  - きらいじゃないもん
    - アニメ『ゆるゆり』うたシリーズ(2011)

  - パジャマ旅行
    - アニメ『ゆるゆり』うたシリーズ(2011)
- ゆるゆり♪♪
  - いぇす!ゆゆゆ☆ゆるゆり♪♪
    - アニメ『ゆるゆり♪♪』オープニングテーマ(2012)
    - オリコン週間6位

  - ガールズパワーで
    - アニメ『ゆるゆり♪♪』エンディングテーマ(2012)

  - レッツラブ〜でいきましょう♪
    - アニメ『ゆるゆり♪♪』オープニングカップリング(2012)

  - ハレルヤいつも
    - アニメ『ゆるゆり♪♪』ゆるゆり♪♪みゅ～じっく(2012)

  - あいのDelusion
    - アニメ『ゆるゆり♪♪』ゆるゆり♪♪みゅ～じっく(2012)

  - chuchuchuri lovely
    - アニメ『ゆるゆり♪♪』ゆるゆり♪♪みゅ～じっく(2012)

  - え～る♪
    - アニメ『ゆるゆり♪♪』ゆるゆり♪♪みゅ～じっく(2012)

  - 網走慕情
    - アニメ『ゆるゆり♪♪』挿入歌(2012)

  - 地獄の底へもついていく
    - アニメ『ゆるゆり♪♪』挿入歌(2012)

  - つんつんバラード
    - アニメ『ゆるゆり♪♪』挿入歌(2012)

  - サンタがやってくる♪
    - アニメ『ゆるゆり♪♪』挿入歌(2012)

  - ふたりのサマバケ♪
    - アニメ『ゆるゆり♪♪』挿入歌(2012)
- ゆるゆり なちゅやちゅみ!
  - アフタースクールデイズ
    - 映画『ゆるゆり なちゅやちゅみ!』エンディングテーマ(2014)
- ゆるゆり さん☆ハイ!
  - ちょちょちょ!ゆるゆり☆かぷりっちょ!!!
    - アニメ『ゆるゆり さん☆ハイ!』オープニングテーマ(2015)

  - ハイっ!アッカリーン
    - アニメ『ゆるゆり さん☆ハイ!』うた♪ソロ!(2015)

  - ちょっとラブソング
    - アニメ『ゆるゆり さん☆ハイ!』コミックマーケット89限定CD(2015)
- ゆるゆり、
  - リピってチャイム♪
    - OVA『ゆるゆり、』エンディングテーマ(2019)
- THE IDOLM@STER
  - MOONY
    - アニメ『THE IDOLM@STER』エンディングテーマ(2007)
    - オリコン週間10位
- アイドルマスター シンデレラガールズ
  - この空の下
    - アニメ『アイドルマスター シンデレラガールズ』挿入歌(2015)
    - オリコン週間7位
- 魔界王子
  - 一つだけの羽　ケヴィン(福山潤)
    - アニメ「魔界王子」キャラクターソングミニアルバム(2013)
- うぽって!!
  - GIRLSSIP
    - アニメ「うぽって!!」Special Almun(2012)

  - パラシュート
    - アニメ「うぽって!!」Special Almun(2012)
- マイリトルポニー〜トモダチは魔法〜
  - マジカル大☆大☆大冒険
    - アニメ『マイリトルポニー～トモダチは魔法～』オープニングテーマ(2013)
    - オリコン週間11位
- ファンタジスタドール
  - 今よ!ファンタジスタドール
    - アニメ『ファンタジスタドール』オープニングテーマ(2013)

  - DAY by DAY
    - アニメ『ファンタジスタドール』エンディングテーマ(2013)
- あいうら
  - mysweets
    - アニメ「あいうら」キャラクターソング(2013)

  - せ☆の☆び
    - アニメ「あいうら」キャラクターソング(2013)

  - せんちめーとる...センチメンタル
    - アニメ「あいうら」キャラクターソング(2013)

  - ちぇあWooman
    - アニメ「あいうら」キャラクターソング(2013)
- 桜Trick
  - Won(*3*)Chu KissMe!
    - アニメ『桜Trick』オープニングテーマ(2014)

  - Kiss(and)Love
    - アニメ『桜Trick』エンディングテーマ(2014)
- デンキ街の本屋さん
  - シャッター☆チャンス
    - アニメ「デンキ街の本屋さん」キャラクターソング(2014)

  - Love You Tonight
    - アニメ「デンキ街の本屋さん」キャラクターソング(2014)
- NARUTO-疾風伝
  - この瞳に誓う
    - アニメ「NARUTO-疾風伝」キャラクターソング(2014)
- SHOW BY ROCK!!
  - Joyfulness
    - アニメ『SHOW BY ROCK!!』オープニングC/W曲(2015)

  - 音速OVER
    - アニメ「SHOW BY ROCK!!」キャラクターソングCD(2015)

  - 夢を掴め青春まっしぐら
    - アニメ「SHOW BY ROCK!!」キャラクターソングCD(2015)

  - 紅きRevolution　シンガンクリムゾンズ
    - アニメ「SHOW BY ROCK!!」キャラクターソング(2015)
- SHOW BY ROCK!!#
  - My Song is YOU !!
    - アニメ『SHOW BY ROCK!!#』オープニングテーマ(2016)

  - プラズマジカル★ミュージカル
    - アニメ『SHOW BY ROCK!!#』魔法少女プラズマジカ主題歌(2016)
- ランス・アンド・マスクス
  - ぷりゅぷりゅ記念日
    - アニメ「ランス・アンド・マスクス」(2016)

  - 影と剣
    - アニメ「ランス・アンド・マスクス」(2016)
- クロムクロ
  - これからも一緒だね
    - きときとガールズ　アニメ「クロムクロ」キャラクターソング(2016)
- アクションヒロイン チアフルーツ
  - 陽の当たる場所
    - アニメ『アクションヒロイン チアフルーツ』エンディングテーマ（2017)

  - ハッピー♡Summer Girl
    - アニメ『アクションヒロイン チアフルーツ』挿入歌（2017)

  - Cheer Up!!
    - アニメ「アクションヒロイン チアフルーツ」イメージソング(2017)

  - ハッピー♡ドリーム
    - アニメ「アクションヒロイン チアフルーツ」イメージソング(2017)

  - More Smile
    - アニメ「アクションヒロイン チアフルーツ」イメージソング(2017)
- つぐもも
  - プ・プ・プリン
    - アニメ『つぐもも』キャラクターソングミニアルバム(2017)

  - I Want You~Kan!
    - アニメ『つぐもも』キャラクターソングミニアルバム(2017)
- 聖闘士星矢 セインティア翔
  - 争い死にゆく者たちに祝福を
    - アニメ『聖闘士星矢 セインティア翔』エンディングテーマ(2018)
- ケンガンアシュラ
  - Dark Angel
    - アニメ『ケンガンアシュラ』関林ジュンのテーマ曲(2019)
- ACTORS
  - 吉原ラメント（リアレンジ）
    - アニメ『ACTORS -Songs Connection-』(2019)

  - リモコン（リアレンジ）
    - アニメ『ACTORS -Songs Connection-』(2019)

  - Fire◎Flower（リアレンジ）
    - アニメ『ACTORS -Songs Connection-』(2019)

  - 月・影・舞・華（リアレンジ）
    - アニメ『ACTORS -Songs Connection-』(2019)
- 推しが武道館いってくれたら死ぬ
  - Fall in Love
    - アニメ『推しが武道館いってくれたら死ぬ』劇中歌(2020)

  - ずっと ChamJam
    - アニメ『推しが武道館いってくれたら死ぬ』劇中歌(2020)

  - ほっと♡サマーホリデー
    - アニメ『推しが武道館いってくれたら死ぬ』劇中歌(2020)
- 大正オトメ御伽話
  - 戀ノ歌　白鳥ことり
    - アニメ『大正オトメ御伽話』エンディングテーマ(2021)

  - 月夜ノコトリ　白鳥ことり
    - アニメ『大正オトメ御伽話』挿入歌(2021)
- 異世界ゆるり紀行 ～子育てしながら冒険者します～
  - ゆるリング Travel days
    - アニメ「異世界ゆるり紀行 ～子育てしながら冒険者します～」OPテーマ(2024)

### ドラマCD他
- ミカるんX
  - しあわせのスパイラル
    - ミカるんX ドラマCD 02主題歌(2009)
- 聖Smiley学園
  - over the moon
    - 聖Smiley学園 ～Ver.文系～ Vol.1(2011)

  - Sweetie*2
    - 聖Smiley学園 ～Ver.理系～ Vol.1(2011)

  - Happy Chime
    - 聖Smiley学園 ～Ver.文系～ Vol.2(2011)

  - smiley*smiley
    - 聖Smiley学園 修学旅行 in LA1(2012)
- スマイル☆シューター
  - ヨロシク☆サンキュ
    - スマイル☆シューター(2013)

  - Kiitos
    - スマイル☆シューター(2013)
- 這いよれ! ニャル子さん
  - 夢は終わらない ~こぼれ落ちる時の雫~
    - 邪名曲たち~「這いよれ! ニャル子さん」クトゥルーカバーミニアルバム(2013)

  - 呪文降臨~マジカル・フォース
    - 邪名曲たち~「這いよれ! ニャル子さん」クトゥルーカバーミニアルバム(2013)
- 今は　ほら　おめでとう10歳　2分の1成人式(2015)
- 鼓舞太鼓　2016うんどう会5(2016)

### 舞台
- 『ハートキャッチプリキュア!』ミュージカルショー(2010)
- 「スイートプリキュア♪」ミュージカルショー(2011)
- 「スマイルプリキュア!」ミュージカルショー(2012)
- 「ハピネスチャージプリキュア! 」ミュージカルショー(2014)

### 出演（TV、コンサート）
- アニメソングTOP40スペシャル(1998)
- アニぱら音楽館 EXTREME LIVE　第3回 2003年8月20日
- 「～Broccoli The Live～ デ・ジ・キャラット&エンジェル隊コンサート in 横浜アリーナ」(2002)
- 「東京キャラクターショー2002」
- 『高梨康治～FAIRY TAIL Music Live～竜王音楽祭』(2019)
- 『高梨康治 CureMetalNite 2022』(2022)
- 「Otakon 2023」　ワシントンDC　刃-yaiba- スペシャルライブ
- 『Connichi』2023 ドイツ　刃-yaiba- スペシャルライブ
- 『Desucon』2024 フィンランド　高梨康治スペシャルライブ

### シンセサイザー・プログラミング
- ゲゲゲの鬼太郎(2018)
- ケンガンアシュラ(2019)
- 爆丸バトルプラネット(2019)

### パチンコ・パチスロ
- CR地獄少女
- CR恋姫夢想
- パチスロ
  - 「クラッピー」「プリズムレボリューション」「野獣テニス」「カトリーナ」